# Акапулько-де-Хуарес (муниципалитет)
Акапулько-де-Хуарес (исп. Acapulco de Juárez) — муниципалитет в Мексике, штат Герреро, с административным центром в городе Акапулько. Численность населения, по данным переписи 2010 года, составила 789 971 человек.

## Общие сведения
С ацтекского Акапулько можно перевести как ácatl — камыш или тростник, poloa — уничтожить и co — место, что значит место уничтоженного камыша или тростника. Вторая часть названия — Хуарес, дана в честь Бенито Хуареса.
Площадь муниципалитета равна 1728 км², что составляет 2,72 % от площади штата. Он граничит с другими муниципалитетами Герреро: на севере с Чильпансинго-де-лос-Браво, на востоке с Хуан-Эскудеро и Сан-Маркосом, и на западе с Коюка-де-Бенитесом. На юге омывается водами Тихого океана.

## Учреждение и состав
Муниципалитет был образован 6 августа 1824 года, в его состав входят 234 населённых пункта, самые крупные из которых:

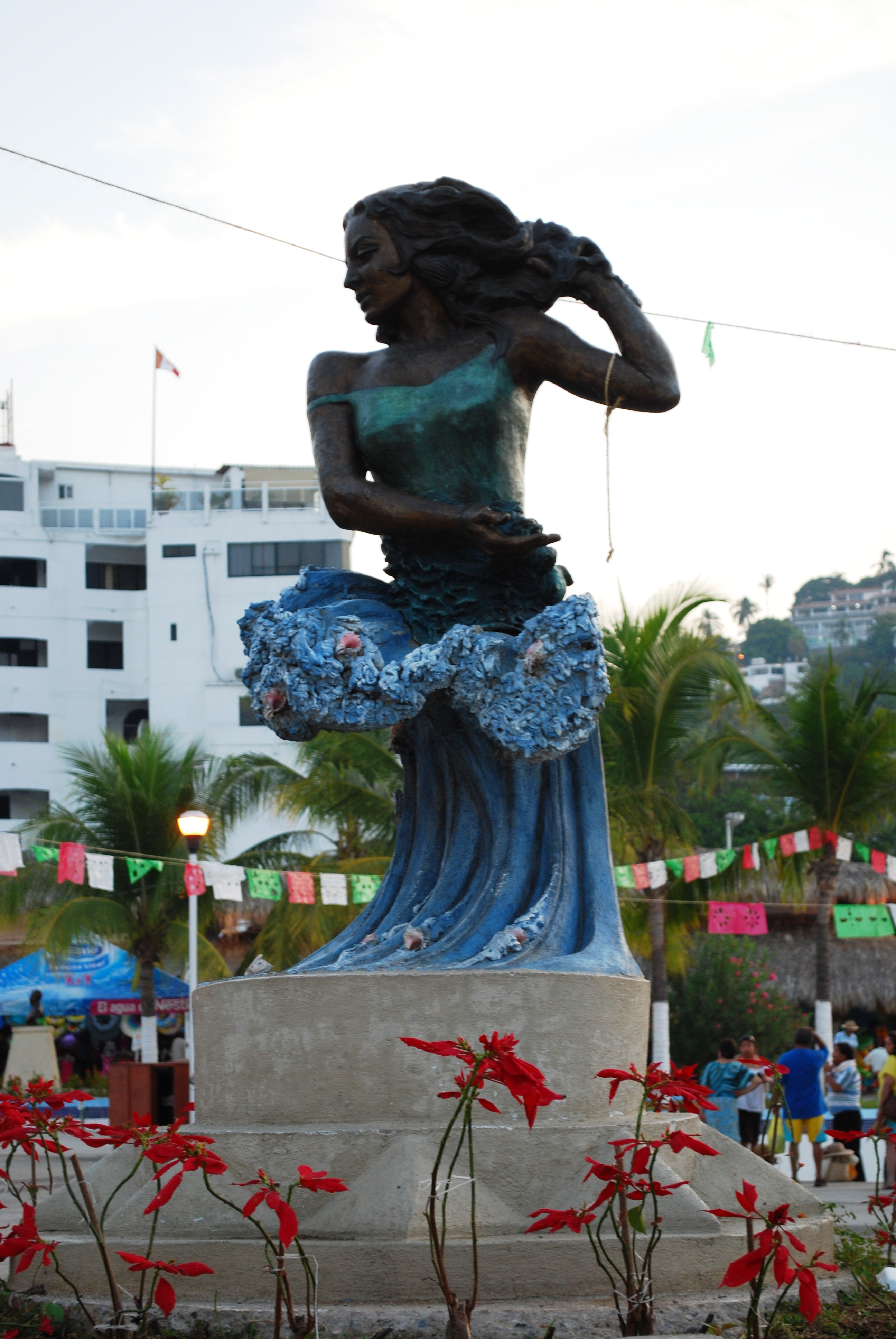
Русалка. Пляж «Калетилья»

| Код INEGI | Населённый пункт                                                    | Численность населения (2005 год) | Численность населения (2010 год) |
| 001       | Всего                                                               | 717 766                          | 789 971                          |
| 0001      | Акапулько (исп. Acapulco) (административный центр)                  | 616 394                          | 673 479                          |
| 0173      | Хальтьянгис (исп. Xaltianguis)                                      | 6579                             | 6965                             |
| 0110      | Километро-30 (исп. Kilómetro 30)                                    | 6163                             | 6301                             |
| 0166      | Трес-Палос (исп. Tres Palos)                                        | 4306                             | 5001                             |
| 0158      | Сан-Педро-лас-Плаяс (исп. San Pedro las Playas)                     | 3488                             | 4292                             |
| 0081      | Аматильо (исп. Amatillo)                                            | 3025                             | 3298                             |
| 0167      | Тунсинго (исп. Tuncingo)                                            | 2008                             | 2570                             |
| 0128      | Лос-Органос-де-Хуан-Эскудеро (исп. Los Órganos de Juan R. Escudero) | 2141                             | 2532                             |
| 0155      | Ломас-де-Сан-Хуан (исп. Lomas de San Juan)                          | 2083                             | 2377                             |
| 0102      | Эхидо-Нуэво (исп. Ejido Nuevo)                                      | 1948                             | 2372                             |
| 0153      | Сан-Исидро-Гальинеро (исп. San Isidro Gallinero)                    | 1981                             | 2347                             |
| 0087      | Эль-Бехуко (исп. El Bejuco)                                         | 1873                             | 2271                             |
| 0121      | Ломас-де-Чапультепек (исп. Lomas de Chapultepec)                    | 2051                             | 2173                             |
| 0164      | Тёска (исп. Texca)                                                  | 1848                             | 2107                             |

## Экономическая деятельность
По статистическим данным 2000 года, работоспособное население занято по секторам экономики в следующих пропорциях: сельское хозяйство, скотоводство и рыбная ловля — 5,6 %, промышленность и строительство — 18,7 %, сфера обслуживания и туризма — 72,9 %.

## Инфраструктура
По статистическим данным 2010 года, инфраструктура развита следующим образом:
- электрификация: 99,2 %;
- водоснабжение: 82,5 %;
- водоотведение: 90,7 %.

## Туризм
Основными достопримечательностями муниципалитета являются:
- пляжи залива Акапулько, известные во всём мире;
- Археологическая зона Пальмасола;
- порт Маркес;
- исторический форт Сан-Диего.

## Галерея

Акапулько в кадре
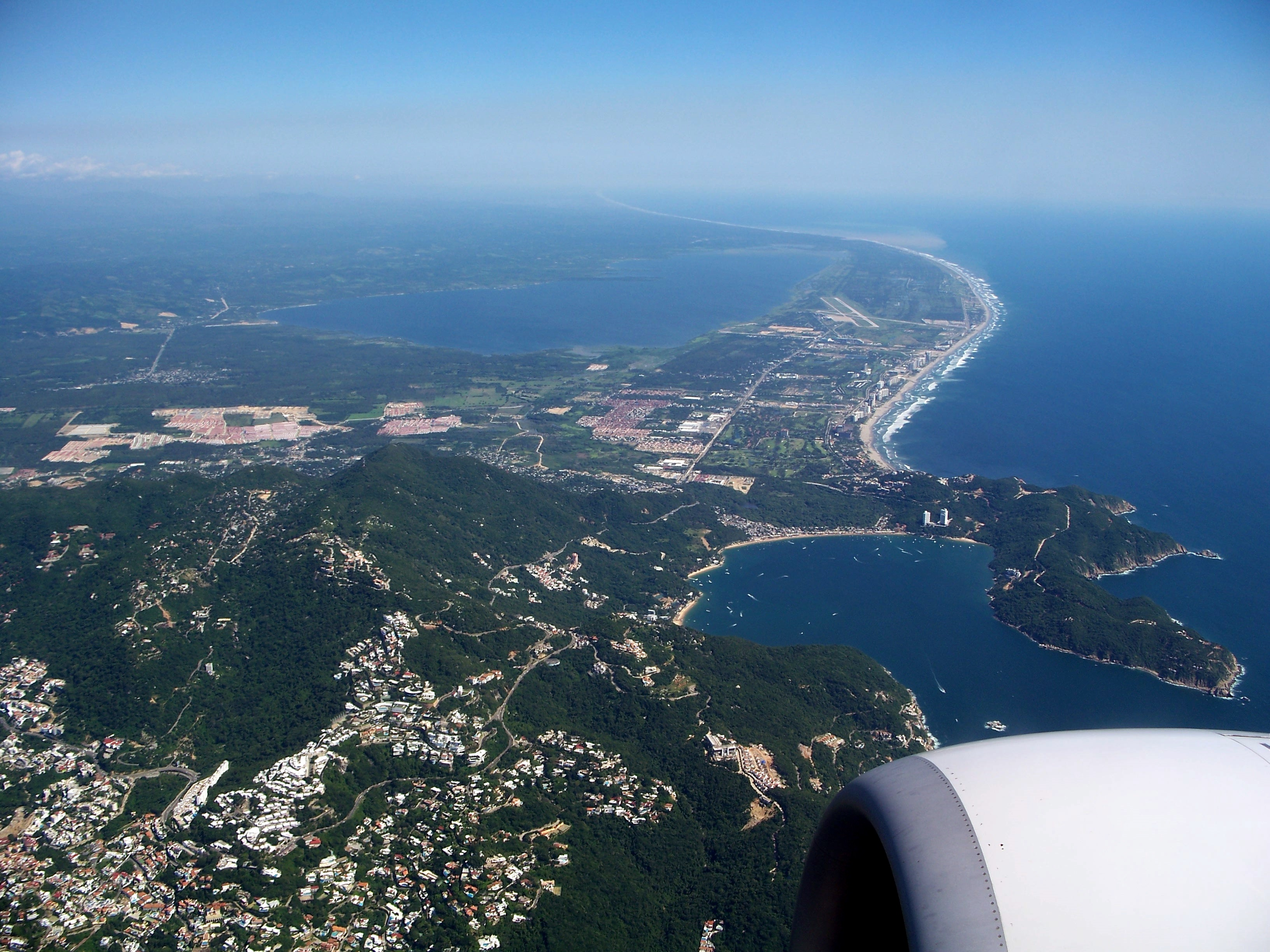
Акапулько с высоты птичьего полёта
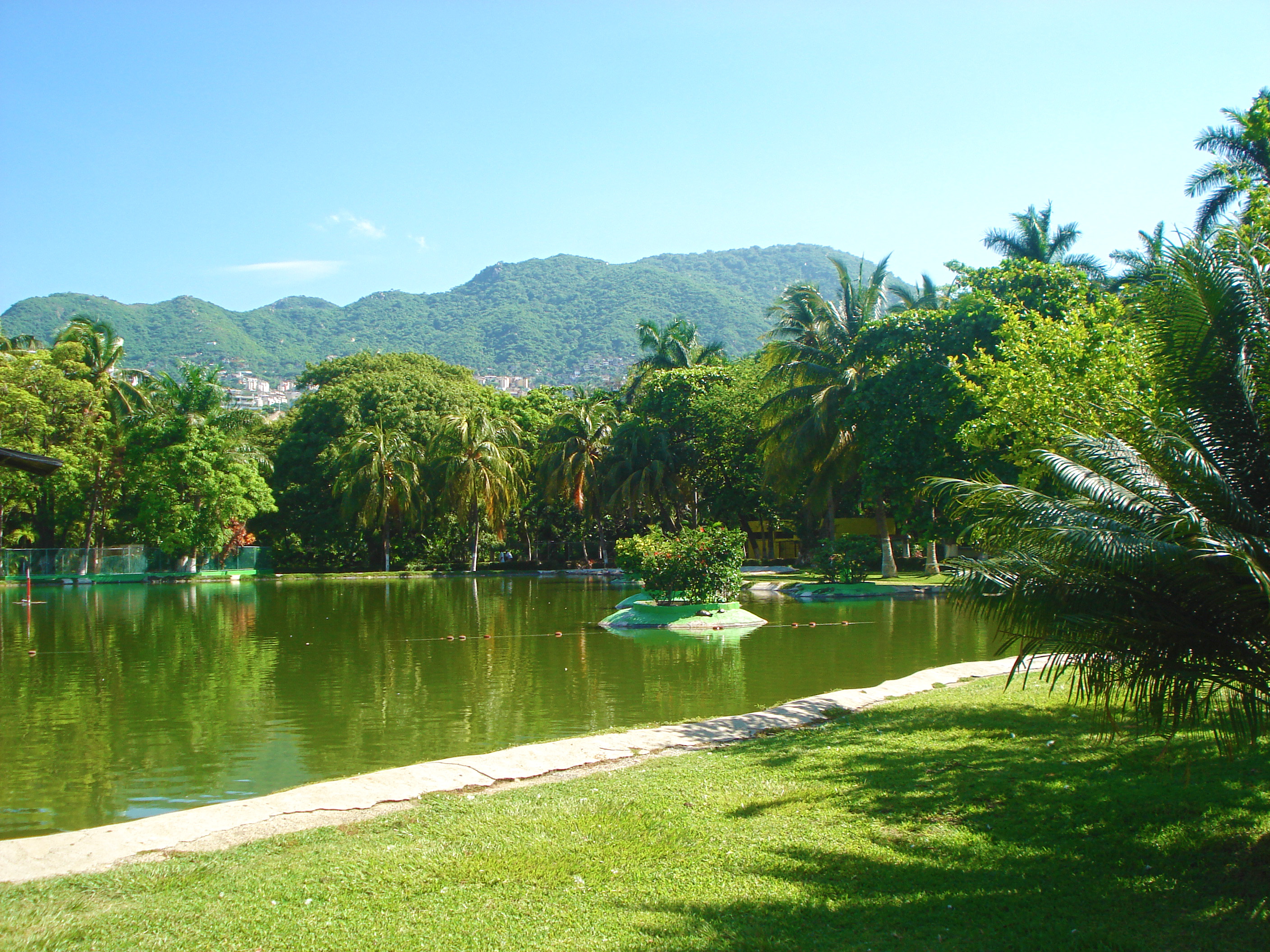
Парк Папагайо
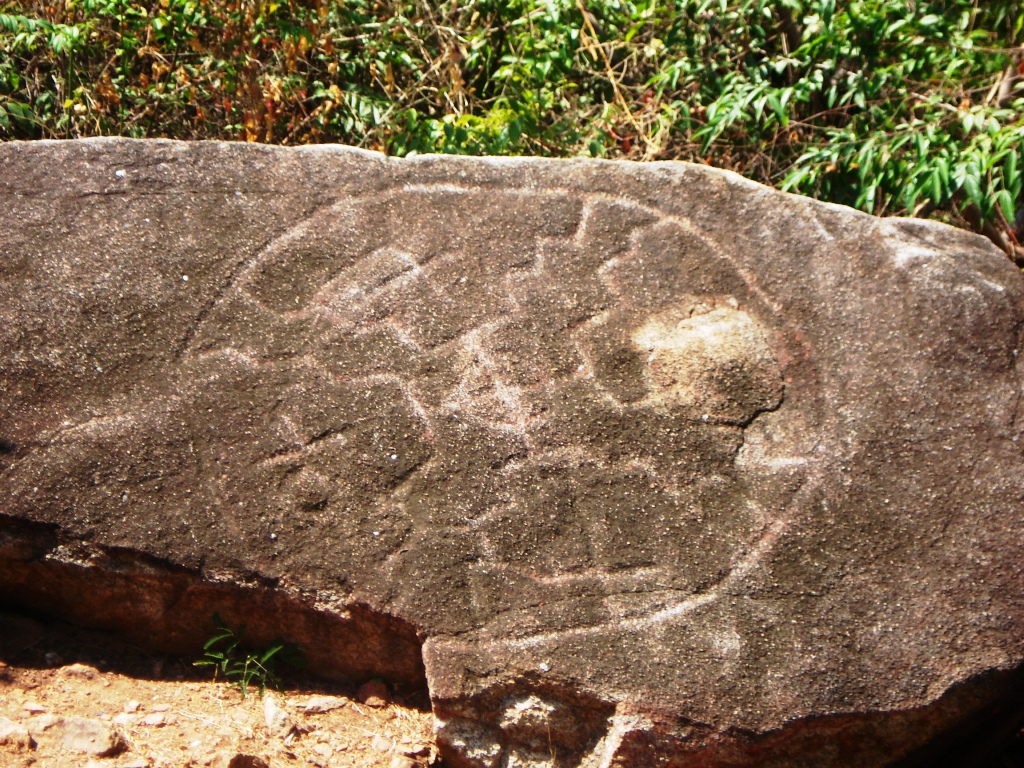
Камни с древними надписями в Пальмасоле
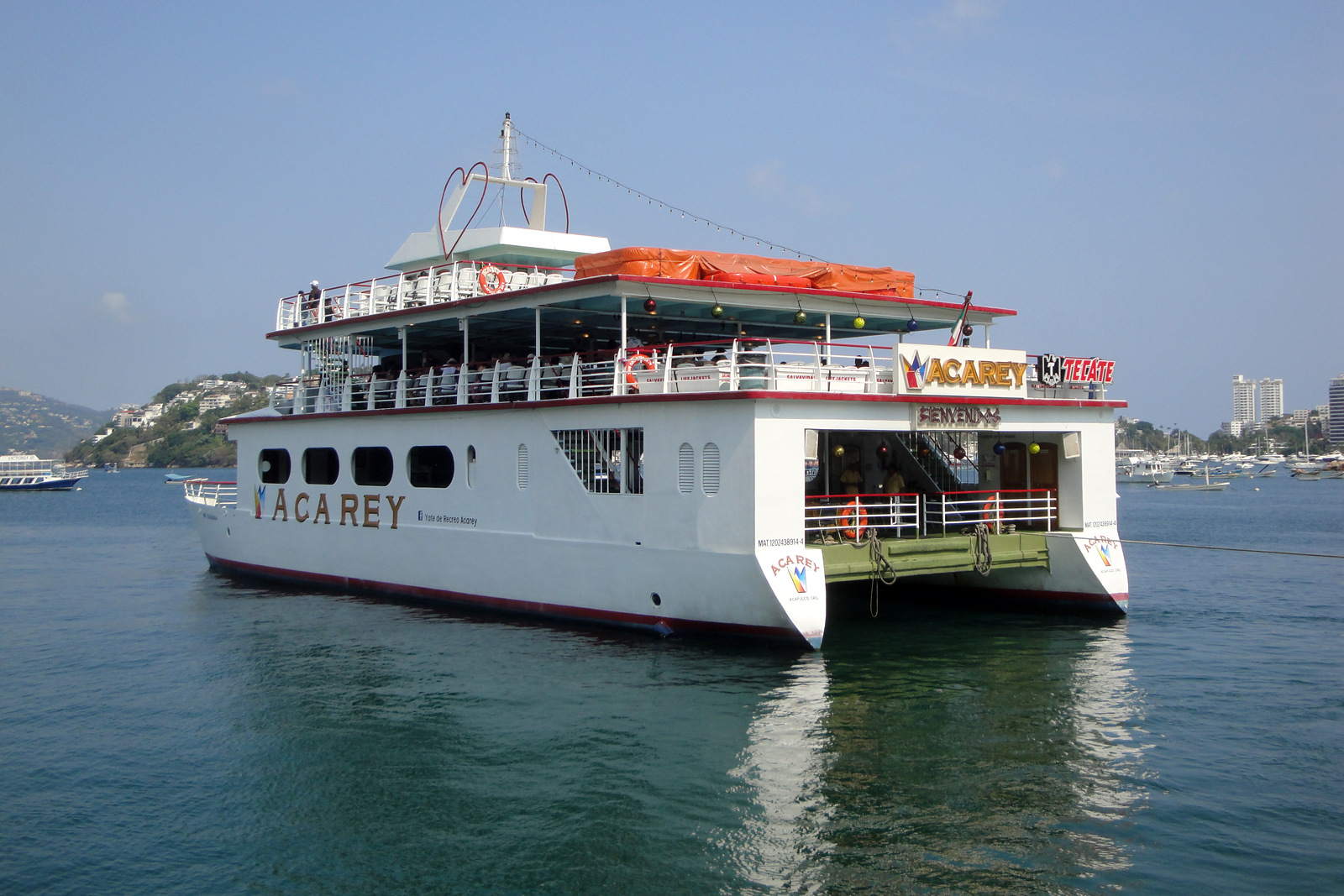
Круиз на яхте Акарей